# Макс Челич
Макс Юрай Челич (хорв. Maks Juraj Čelić; нар. 8 березня 1996, Загреб, Хорватія) — хорватський футболіст, захисник клубу «Львів».

## Життєпис
Вихованець загребського «Динамо» (З), за юнацькі команди якого виступав до 30 серпня 2010 року, а також у період з 19 січня по 2 вересня 2011 року. Після цього виступав у Хорватії за юнацькі (U-17) та юніорські (U-19) команди «Загреб», ХАШК, «Інтер» (Запрешич) та «Вараждин». 7 листопада 2014 року перейшов до «Дуйсбурга», але виступав виключно за юніорську (U-19) команду. В юніорській Бундеслізі зіграв 13 матчів. Проте закріпитися в команді не зміг й 1 липня 2015 року залишив «Дуйсбург».
З 12 по 22 лютого 2016 року перебував на контракті у ХАШКу. Після чого перебрався у «Вараждин». Удорослому футболі дебютував 21 вересня 2016 року в програному (2:4, серія післяматчевих пенальті) поєдинку кубку Хорватії проти «Славена» (Копривниця). Макс вийшов на поле в стартовому складі та відіграв увесь матч. У Другій лізі Хорватії дебютував 16 вересня 2017 року в переможному (2:0) домашньому поєдинку 6-о туру проти «Динамо II» (Загреб). Челич вийшов на поле в стартовому складі та відіграв увесь матч, а на 42-й хвилині відзначився дебютним голом у професіональному футболі. У команді провів понад ва сезони, за цей час зіграв 43 матчі в Другій лізі (2 голи) та 5 поєдинків у кубку Хорватії.
1 липня 2019 року підсилив «Горицю». У Першій лізі Хорватії дебютував 20 липня 2019 року в нічийному (1:1) домашньому поєдинку 1-о туру проти «Інтера» (Запрешич). Макс вийшов на поле в стартовому складі та відіграв увесь матч. У команді провів один сезон, за цей час зіграв 8 матчів у Першій лізі та 1 поєдинок у національному кубку.
22 серпня 2020 року вільним агентом перебрався до «Львова», з яким підписав 3-річний контракт.

## Досягнення
- Чемпіон Боснії і Герцеговини (1):

Борац: 2023-24